# Auguste Walter
Auguste Walter (* 24. Dezember 1885 in Bielefeld; † 18. September 1948 ebenda) war eine deutsche Politikerin (SPD).

## Leben
Auguste Walter besuchte von 1892 bis 1900 die Volksschule in Bielefeld. Sie arbeitete bis zu ihrer Heirat 1919 als Textilarbeiterin in einer Bielefelder Leinen- und Seidenweberei. 1909 heiratete sie den Transportarbeiter Georg Walter (* 16. Dezember 1882 in Wallstadt). Danach war sie Hausfrau. Walter trat in die SPD ein, betätigte sich in der kommunalen Wohlfahrtspflege und war von 1919 bis 1933 Stadtverordnete in Bielefeld. Sie nahm an mehreren SPD-Parteitagen teil. 1928 wurde sie in den Preußischen Landtag gewählt, dem sie bis 1932 und erneut 1933 angehörte. Nach dem Attentat vom 20. Juli 1944 wurde sie im Zuge der „Aktion Gitter“ kurzzeitig inhaftiert.